# Zeng Qinghong
Zeng Qinghong (Jīng Xiàn, 30 de julio de 1939) es un líder político chino, exvicepresidente de la República Popular de China. Vicepresidente de China desde 2003 remplazando a Hu Jintao, quien en ese momento fue elegido presidente por el Congreso Popular Nacional. El 15 de marzo de 2008 fue sucedido por Xi Jinping.
También fue miembro del Comité Permanente del Buró Político del Comité Central del Partido Comunista de China, el consejo de liderazgo más alto de China, y miembro de alto rango de la Secretaría del Comité Central del Partido Comunista de China entre 2002 y 2007. Durante la década de 1990, Zeng fue un aliado cercano del entonces secretario general del Partido, Jiang Zemin, y jugó un papel decisivo en la consolidación del poder de Jiang. Durante años, Zeng fue la principal fuerza detrás de la organización y el personal del partido.